# Piotrków Trybunalski
Piotrków Trybunalski este un municipiu în Polonia. În vremea ocupației, hitleriștii au înființat aici primul ghetou de pe pămîntul polonez.